# Oratorio di San Giorgio (Padova)
L'oratorio di San Giorgio si trova in piazza del Santo a Padova. Dal 2021 è incluso dall'UNESCO tra i patrimoni dell'umanità nel sito dei cicli di affreschi del XIV secolo di Padova.

## Storia
L'oratorio venne fatto costruire dal marchese di Soragna Raimondino Lupi, come cappella sepolcrale di famiglia dopo che si era stabilito a Padova nel 1376.
La cappella venne edificata verosimilmente dal 1377, mentre il ciclo pittorico, commissionato dopo la morte del marchese Raimondino Lupi (1379) ad Altichiero, venne concluso nel 1384 dal nipote Bonifacio Lupi, suo erede ed esecutore testamentario. Altichiero aveva dopotutto già lavorato per il Lupi, nella Cappella di San Giacomo all'interno della vicina basilica del Santo, proprio su commissione dello stesso Bonifacio che in tale cappella fece costruire per sé e la consorte, Caterina de' Franzesi di Staggia, l'ultima dimora.

## Architettura

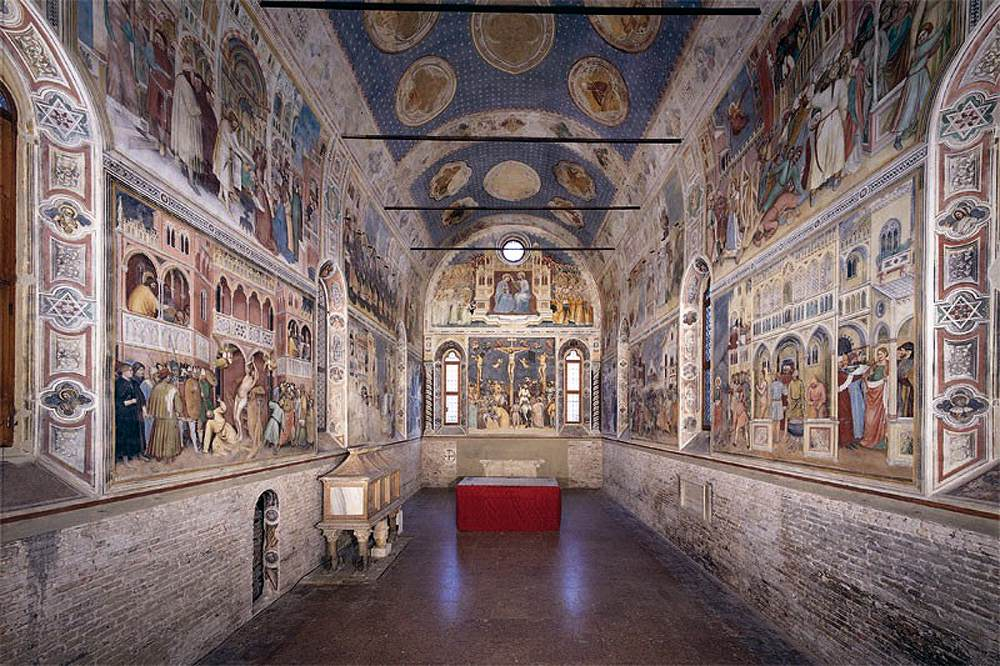
Interno

L'edificio è caratterizzato da una severa facciata a capanna con mattoni a vista, decorata da tre bassorilievi:  sotto un rosone da cui prende luce l'interno dell'oratorio, in un'ampia lunetta, è posto un altorilievo in pietra grigia rappresentante  San Giorgio che uccide il drago, mentre ai lati due altorilievi più piccoli rappresentano i cimieri con l'arme dei Lupi di Soragna con il lupo rampante; la sommità del tetto è ornato da due pinnacoli.
La struttura architettonica interna è molto simile alla cappella degli Scrovegni, con un'aula dalle pareti lisce coperta da volta a botte; l'illuminazione è garantita da quattro monofore.
Anticamente il sarcofago del marchese Raimondino Lupi era montato al centro della cappella con un'architettura simile alle arche scaligere di Verona, ed arrivava a toccare quasi il soffitto. Il complesso venne poi smontato in età napoleonica ed oggi resta solo il sepolcro, posto lungo la parete destra.

## Pitture

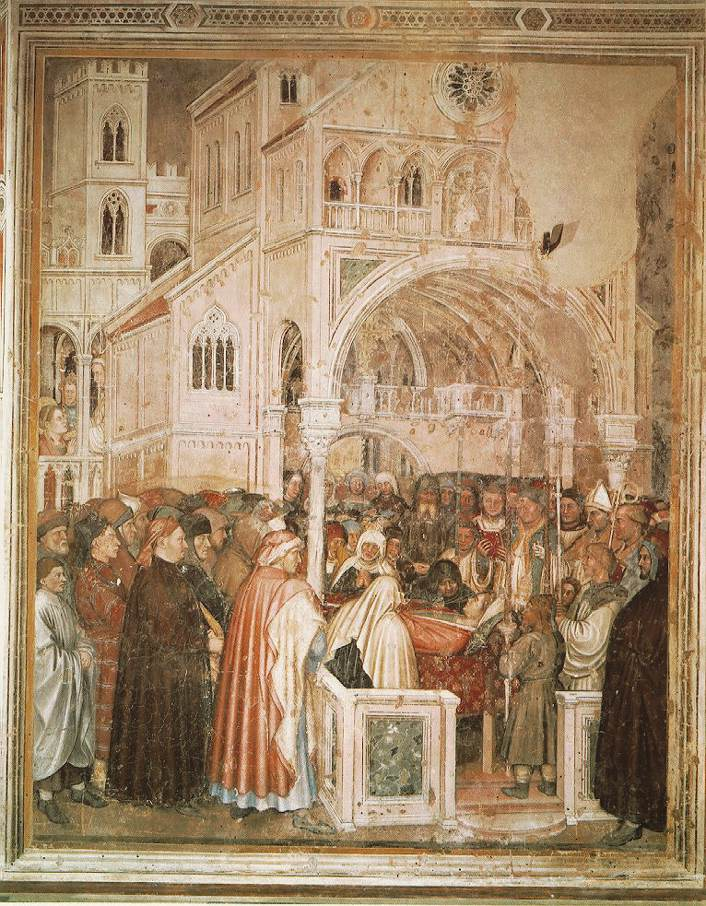
I Funerali di Santa Lucia

Gli affreschi sono stati eseguiti da Altichiero da Zevio tra il 1379 ed il 1384. Il soffitto è dipinto con un cielo stellato attraversato da fasce con motivi floreali, dove sono inseriti busti di santi e cinque tondi per fascia con i simboli degli Evangelisti, dei Profeti e dei Dottori della Chiesa. Nella fascia superiore della parete sinistra, verso l'altare, si trova il bellissimo affresco raffigurante il marchese Raimondino Lupi di Soragna, preceduto da nipoti, fratelli e genitori, ed accompagnato dai SS. Giorgio e Lucia, patroni della famiglia Lupi, che adora il Bambino Gesù in grembo alla Vergine Maria in trono.
Le due pareti di lato sono divisi in due fasce sovrapposte: a sinistra sono raffigurate scene della Vita di San Giorgio, a destra scene della Vita e martirio di Santa Caterina d'Alessandria (in alto) e di Santa Lucia (in basso). La controfacciata presenta scene dell'Infanzia di Cristo e la parete di fondo è dominata da una grande Crocefissione, sovrastata da un'Incoronazione di Maria tra cori angelici.
Ciascuna scena è contornata da grandi campiture, che ne mettono in risalto la spettacolarità. Lo stato di conservazione non è ottimo, ma nelle parti meglio conservate si può ammirare come la stesura pittorica sia raffinatissima, con giochi di luce e morbide sfumature e brillanti accostamenti, con vertici assoluti per l'arte trecentesca. Gli scorci architettonici sono complessi e perfettamente inseriti nello svolgimento delle scene, con profondi scorci prospettici, come nel San Giorgio che beve il veleno o nei Funerali di Santa Lucia, dove appare una navata di una chiesa in scorcio piena di astanti perfettamente collocati nello spazio. Se l'orchestrazione delle masse non presenta errori o stanchezza inventiva, ancora più sorprendente è l'attenzione ad individuare con gesti, espressioni e vari dettagli la componente individuale di ciascuna figura. Ma nonostante ciò i preziosismi non rubano mai la scena all'azione principale: il pittore controlla tutta la composizione per far cadere l'occhio all'osservatore dove lui vuole che cada. Nella scena di Santa Lucia condotta al Lupanare per esempio, una serie di linee orizzontali convergono sulla figura della santa, che nonostante si trovi in posizione decentrata appare immediatamente visibile; in un secondo momento poi l'occhio si allontana a percepire la realistica rappresentazione, con i buoi piegati dallo sforzo, l'incredulità delle guardie, l'apprensione di alcuni spettatori.
L'atmosfera ricorda quella della cappella degli Scrovegni, con la differenza che qui è tutto più grandioso.
Tutto doveva ruotare intorno alla grande e bellissima arca sepolcrale in marmo del marchese, sorretta da quattro colonne con due lupi che toccava quasi il soffitto, finché fu rimossa nel 1797 dai Francesi e di cui oggi rimane solo il sarcofago.
Nel complesso, dunque, il ciclo dell'Oratorio di San Giorgio, si pone come importante ponte tra la grande tradizione trecentesca e i successivi sviluppi rinascimentali. In questi affreschi convivono la potenza espressiva di Giotto con l'atmosfera cortese del Gotico internazionale e i volti ed i caratteri sono impregnati di un forte realismo.

## Elenco delle scene
Controfacciata
- Annunciazione (lunetta)
- Nascita di Gesù
- Adorazione dei Magi
- Fuga in Egitto
- Presentazione di Gesù al Tempio

Parete dell'altare
- Incoronazione di Maria tra cori angelici (lunettone)
- Crocefissione di Gesù

Parete sinistra, fascia superiore
- San Giorgio uccide il Drago
- San Giorgio battezza Servio, re di Cirene
- Raimondo Lupi, preceduto dai nipoti, dai fratelli e dai genitori, adora il Bambin Gesù in grembo alla Vergine in trono

Parete sinistra, fascia inferiore
- San Giorgio beve il veleno e resta incolume
- Due angeli liberano San Giorgio dal supplizio della ruota
- San Giorgio con la preghiera fa crollare il tempio dell'idolo
- Decapitazione di San Giorgio

Parete destra, fascia superiore
- Santa Caterina d'Alessandria si professa cristiana mentre le compagne rinnegano la fede
- Discussione di Santa Caterina d'Alessandria con i filosofi
- Santa Caterina d'Alessandria sottoposta al tormento della ruota ne è miracolosamente liberata
- Decapitazione di Santa Caterina d'Alessandria e sepoltura delle sue spoglie mortali sul monte Sinai

Parete destra, fascia inferiore
- Santa Lucia da Siracusa irremovibile nella fede davanti al Tribunale di Pascasio
- Santa Lucia da Siracusa trascinata inutilmente verso un postribolo
- Martirio di Santa Lucia da Siracusa, che rimasta immune all'olio bollente e al rogo viene pugnalata da uno sgherro
- Funerali di Santa Lucia da Siracusa.

## Altre immagini

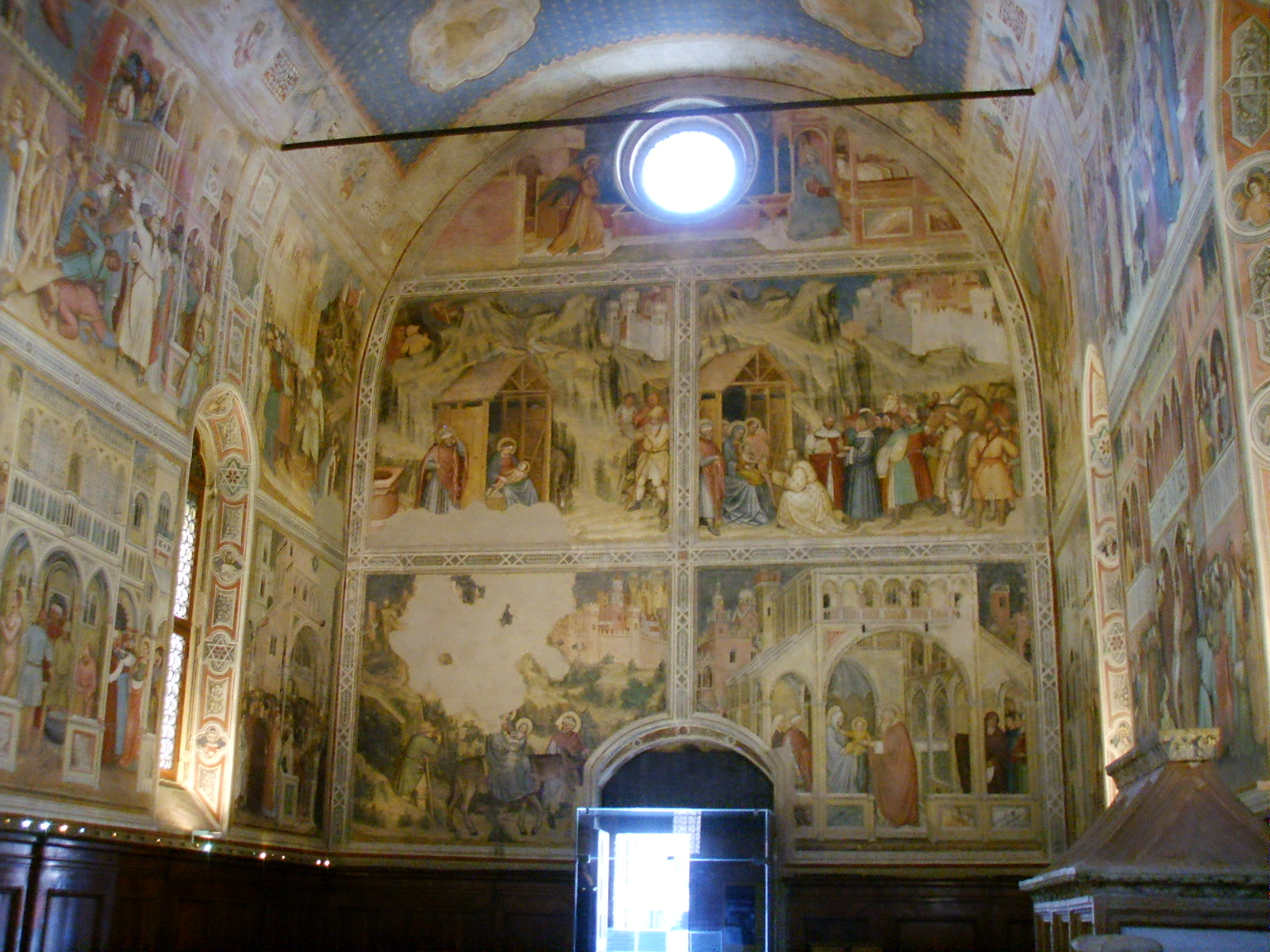
Controfacciata
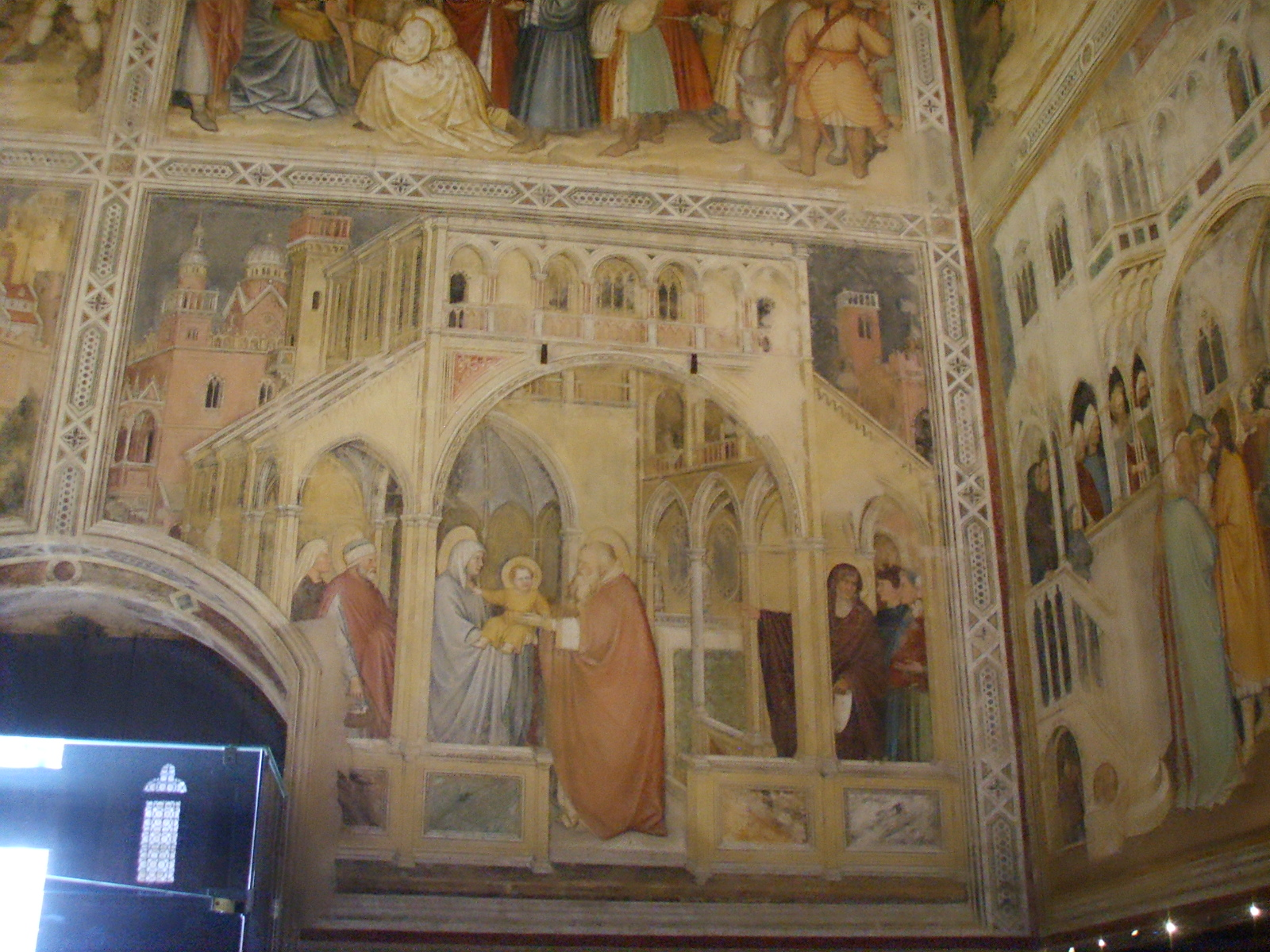
Presentazione di Gesù al Tempio
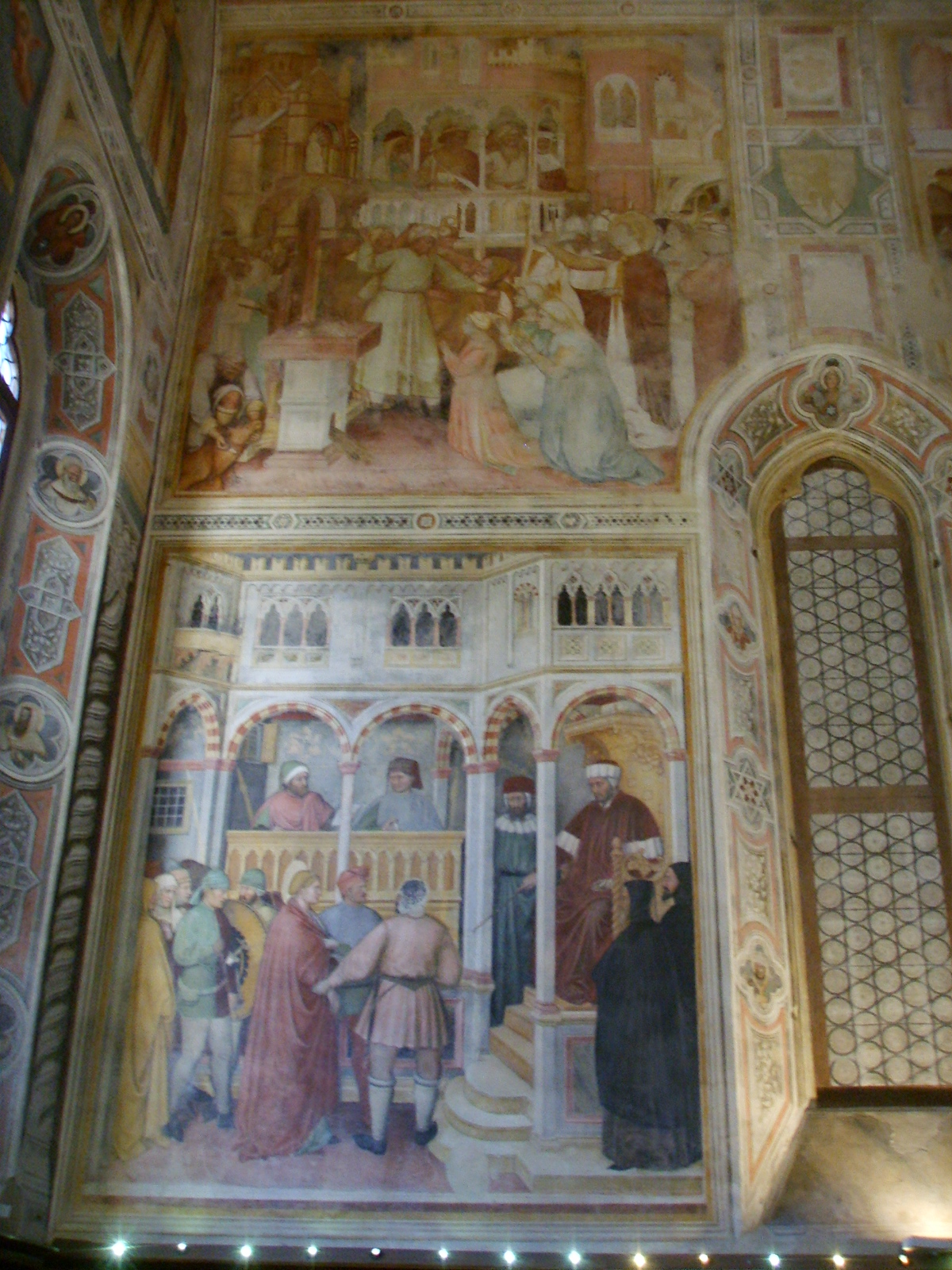
Professione di Santa Caterina d'Alessandria e Santa Lucia davanti al Tribunale
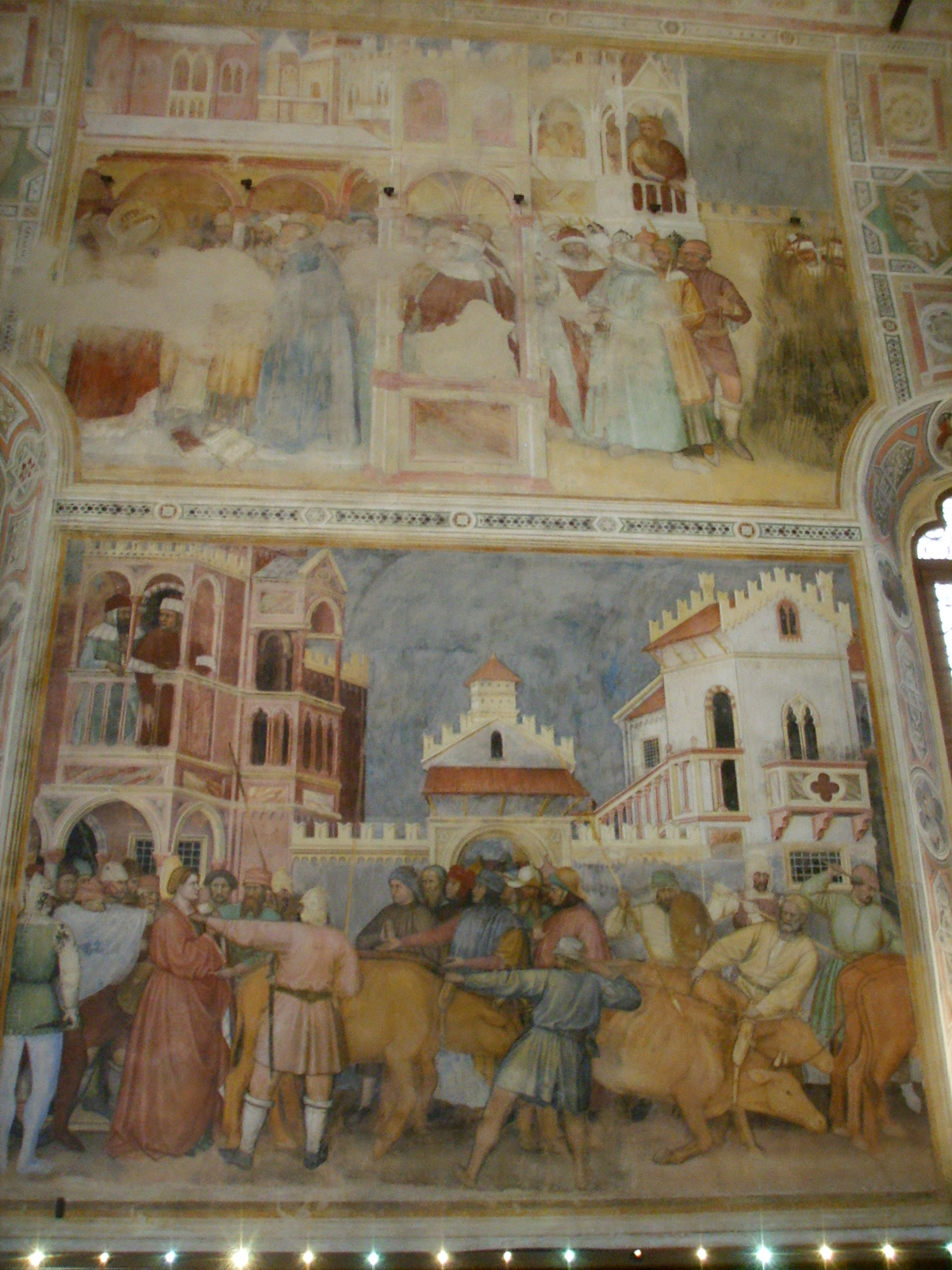
Santa Caterina d'Alessandria con i filosofi e Santa Lucia trascinata al patibolo
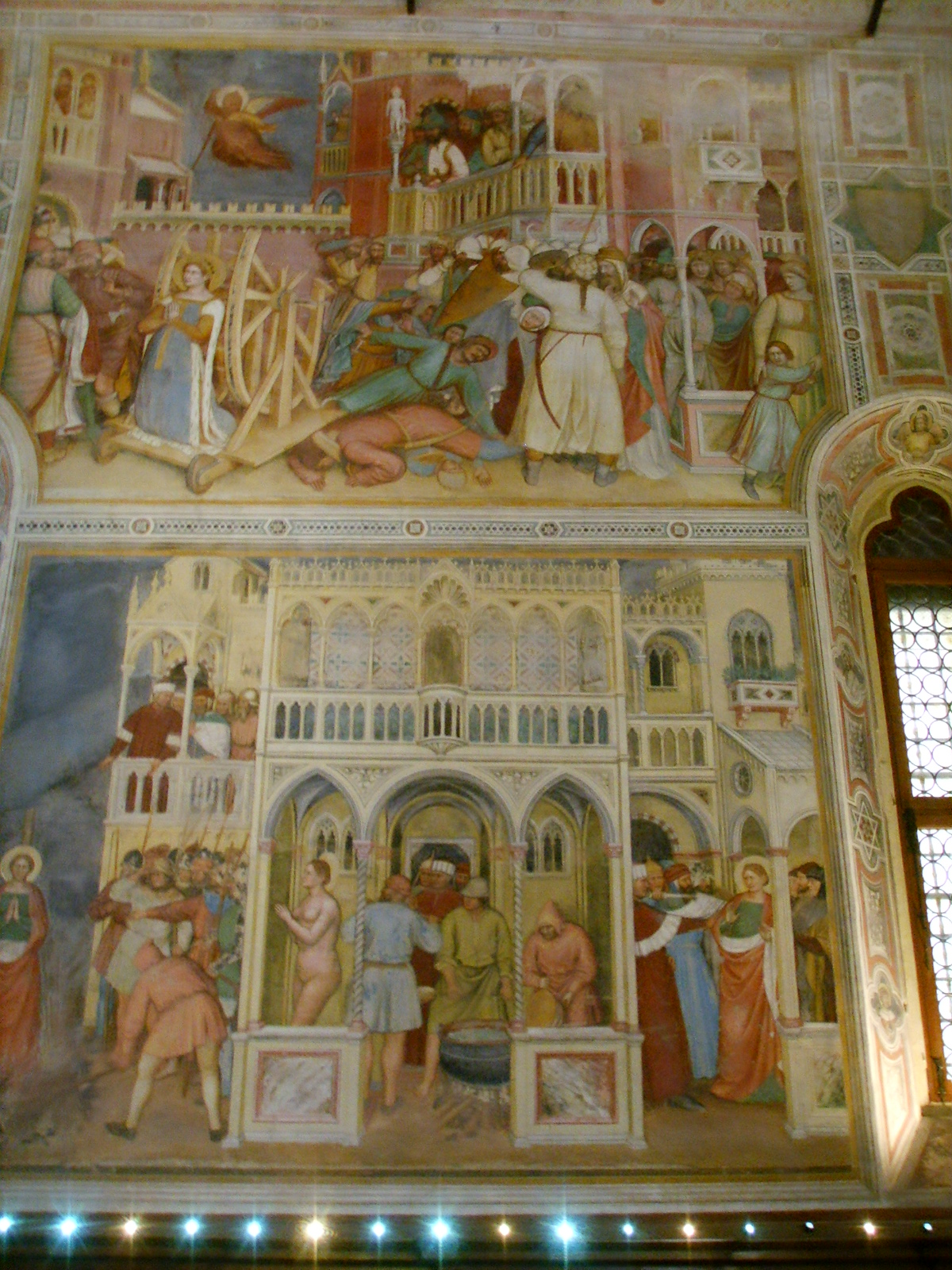
Santa Caterina d'Alessandria sottoposta al tormento della ruota e Martirio di Santa Lucia
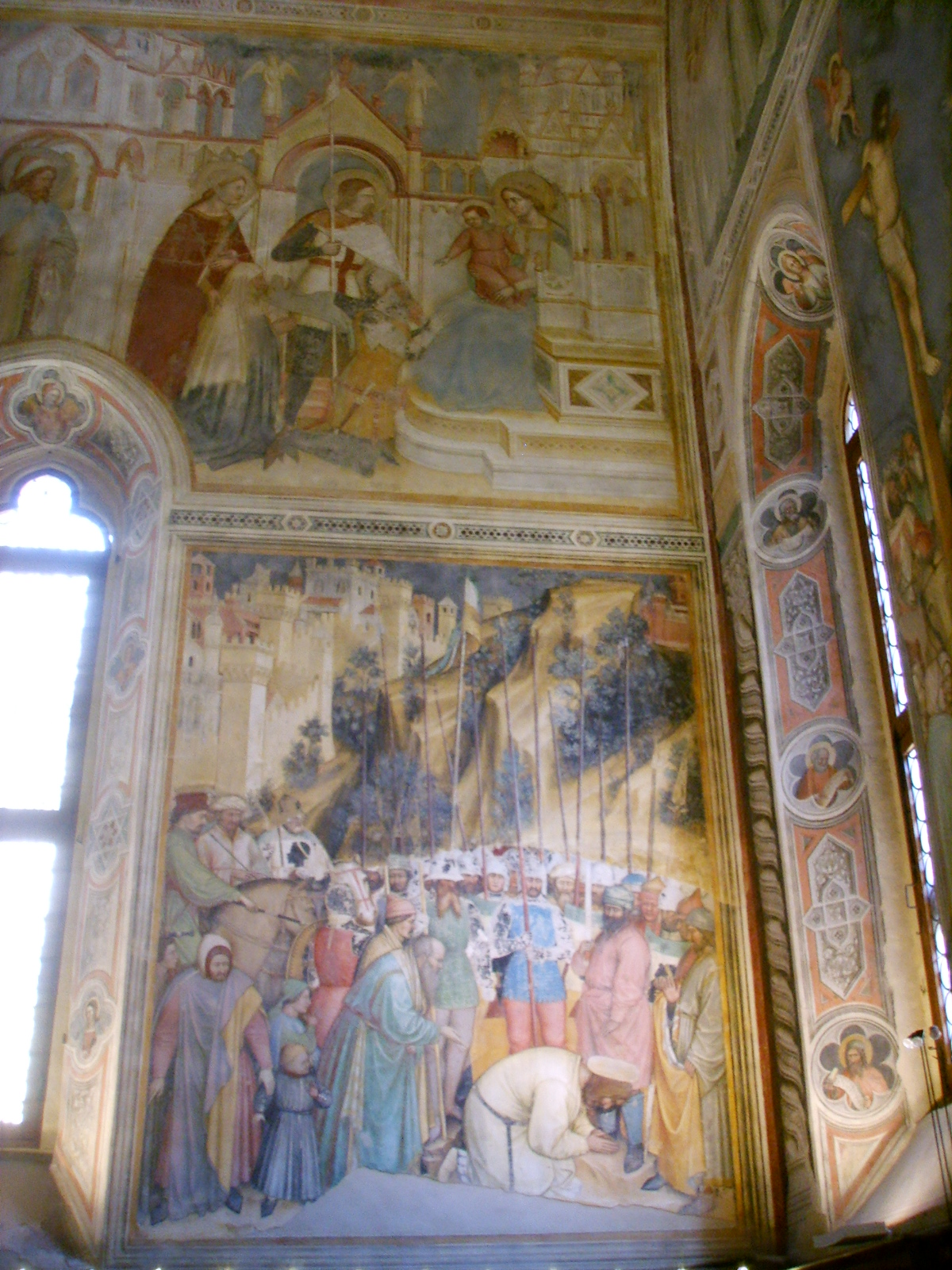
Decapitazione di San Giorgio
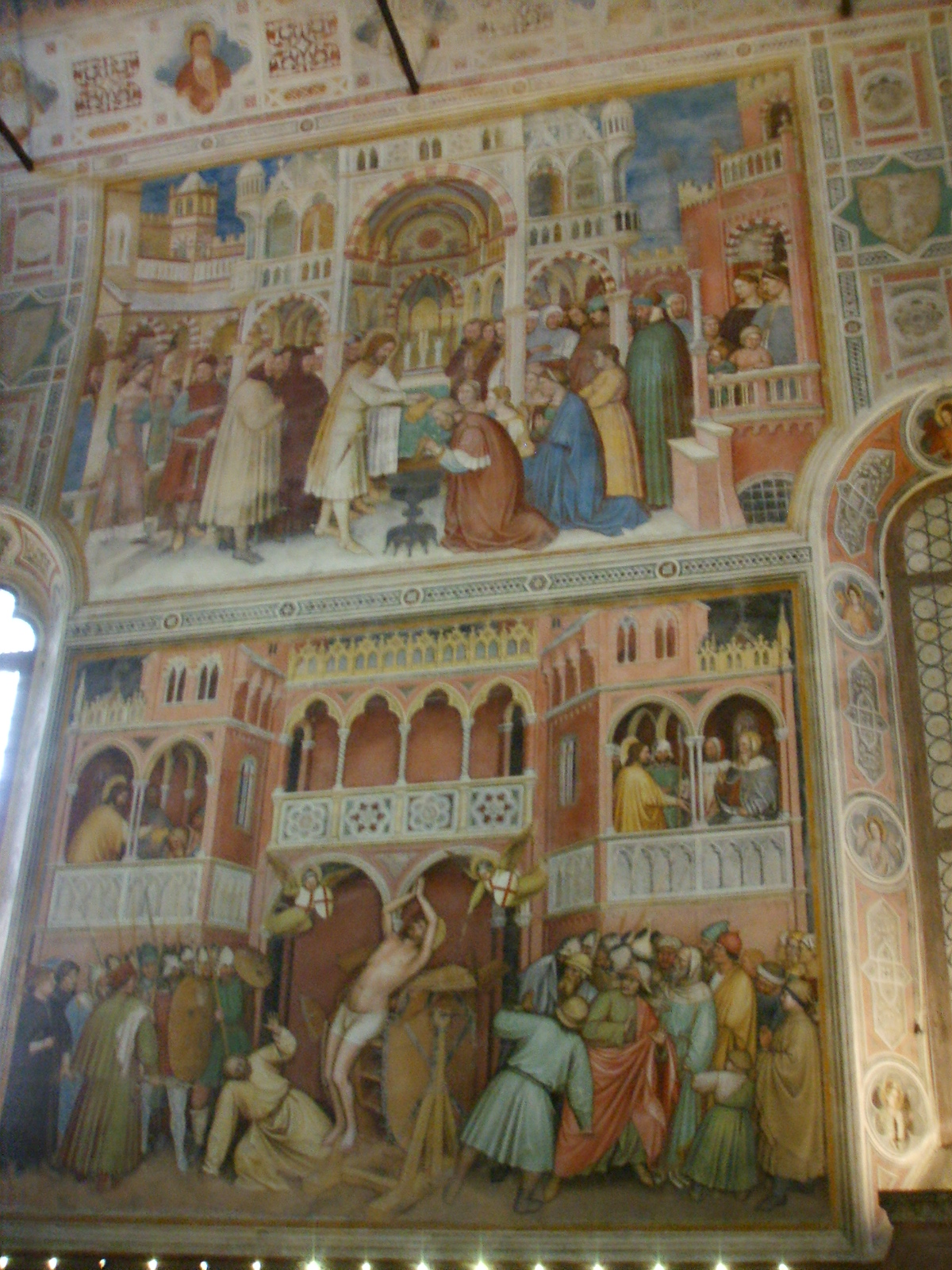
San Giorgio al supplizio della ruota e San Giorgio battezza Servio
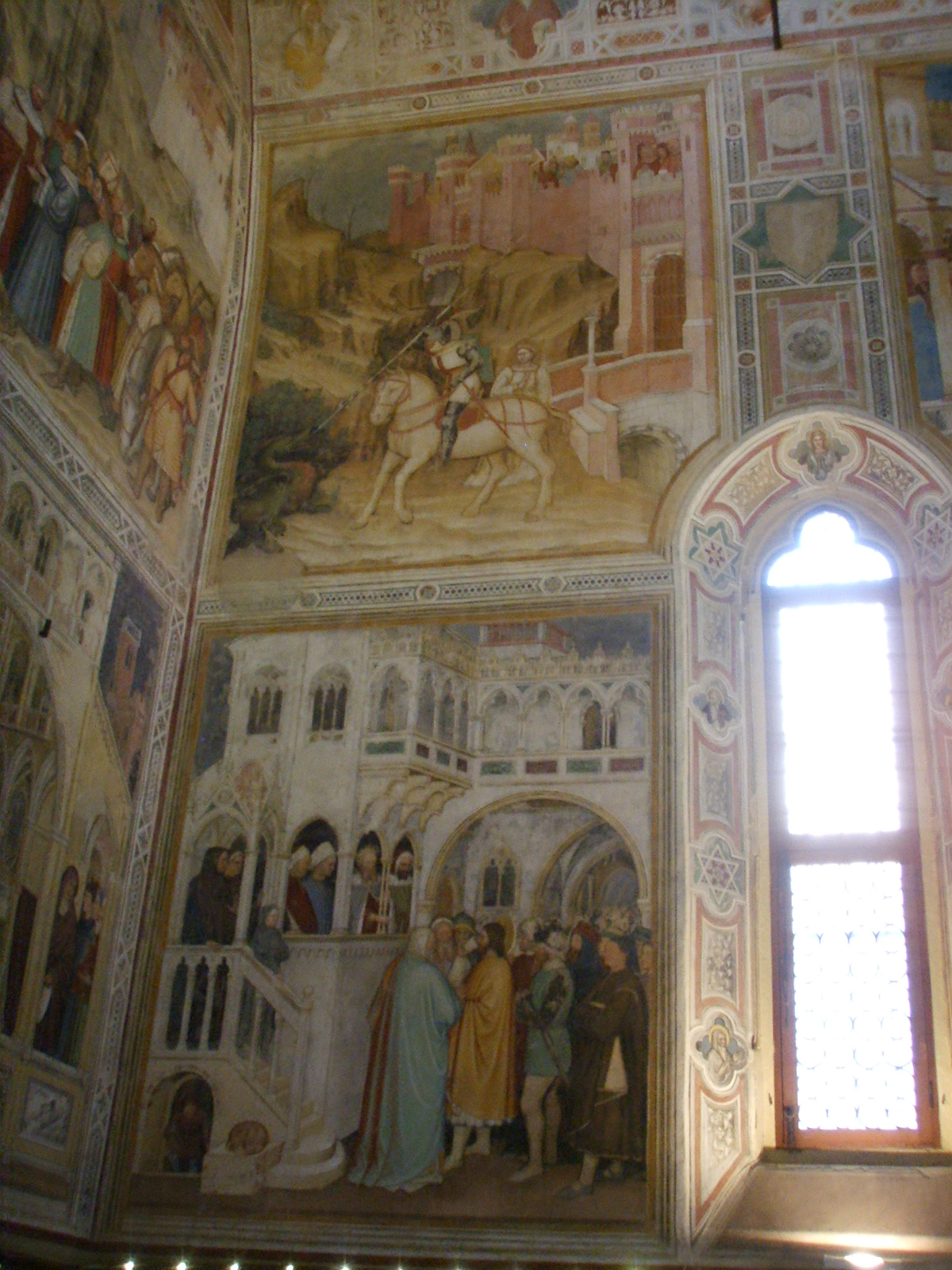
San Giorgio uccide il Drago e San Giorgio beve il veleno e resta incolume
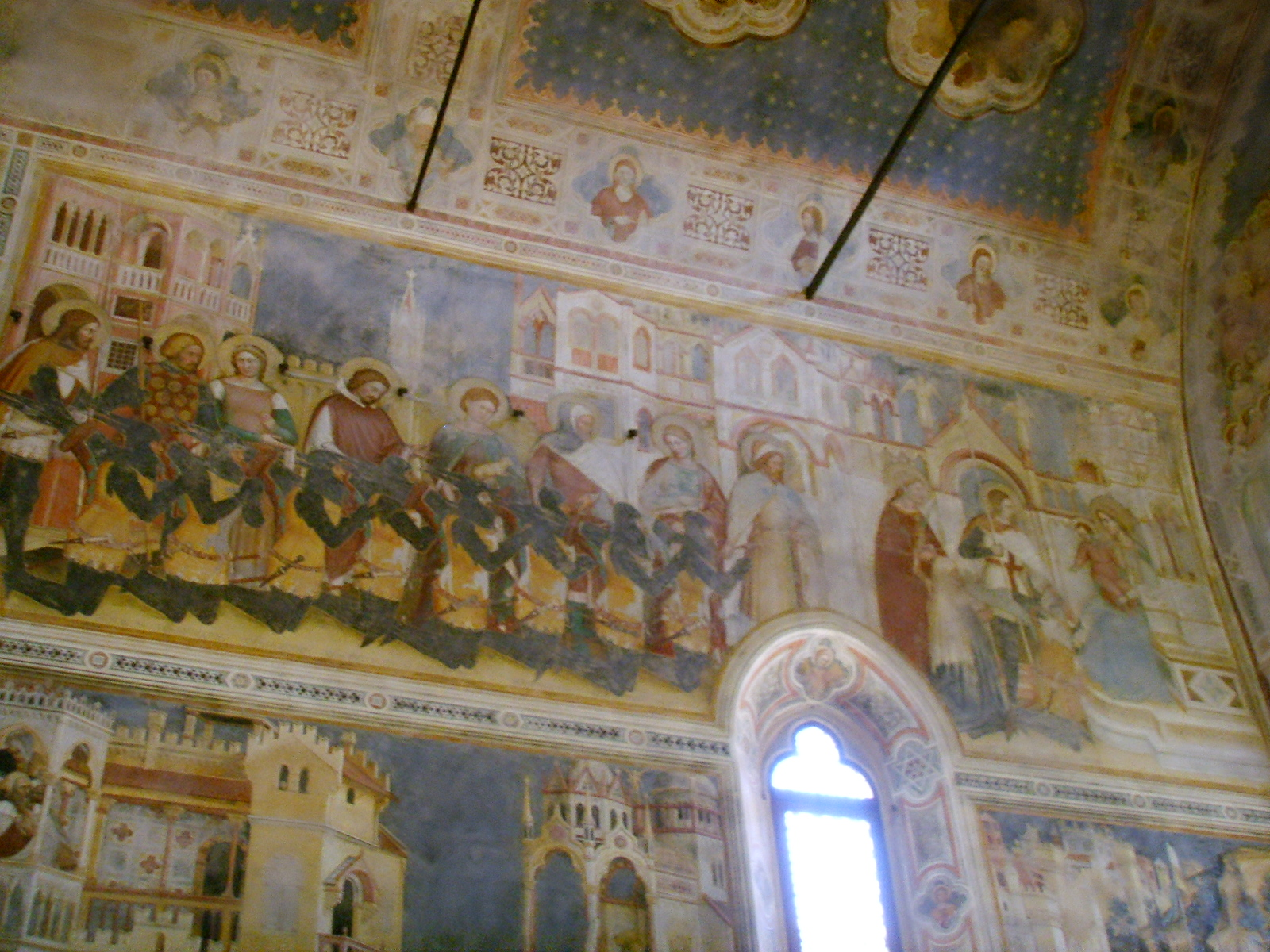
Raimondo Lupi e famiglia adorano la Madonna col Bambino in trono
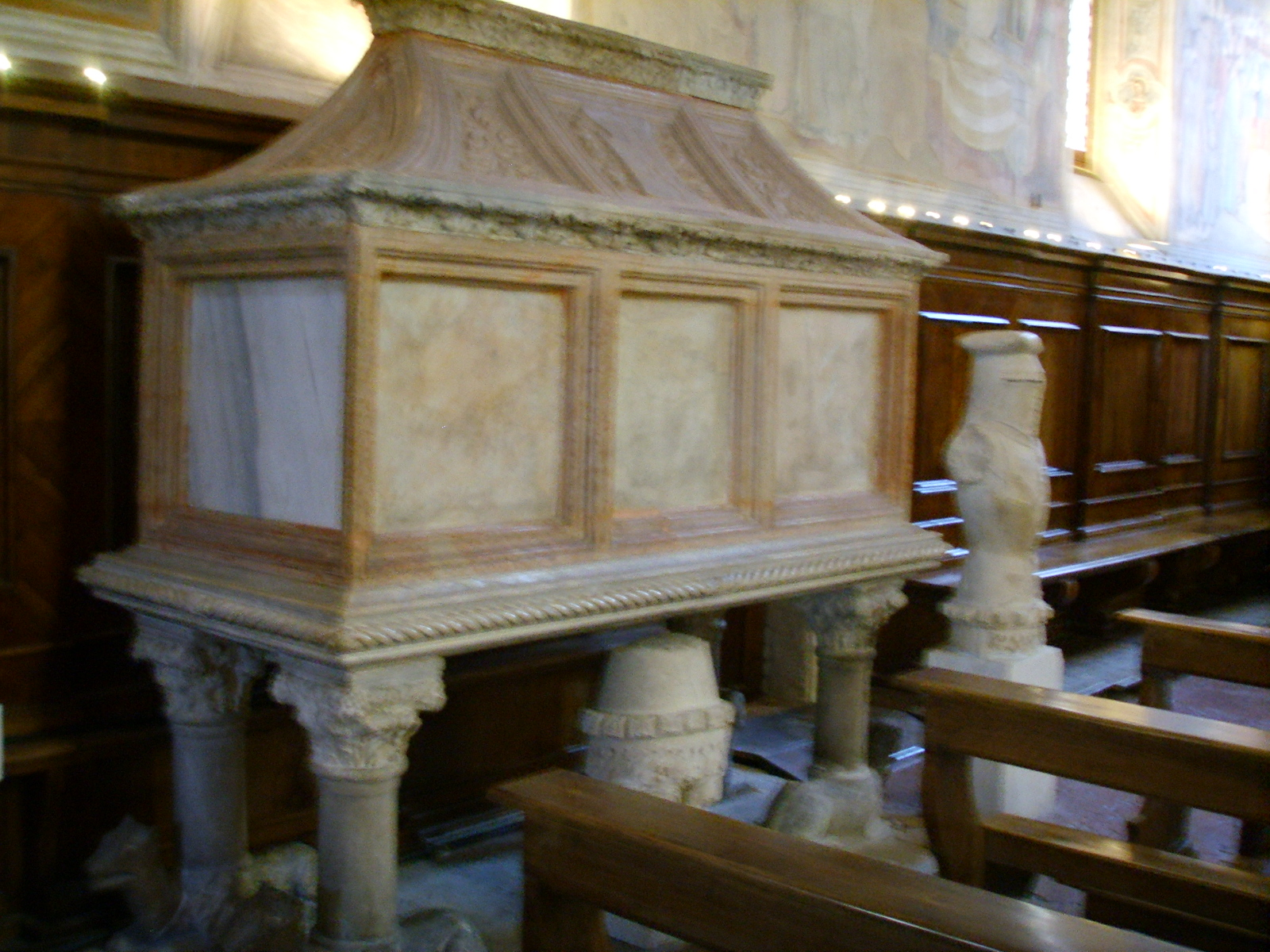
Arca di Raimondino Lupi